# Beth Herr
Beth Herr (* 28. Mai 1964 in den Vereinigten Staaten) ist eine ehemalige US-amerikanische Tennisspielerin.

## Karriere
Beth Herr führte mit 16 Jahren die Tennisweltrangliste der Juniorinnen an. 1982 gewann sie in dieser Altersklasse das Einzelfinale der US Open sowie die Doppelkonkurrenzen der French Open, der Wimbledon Championships und der US Open. Des Weiteren triumphierte sie 1983 im Alter von 19 Jahren beim Einzelwettbewerb der NCAA für die University of Southern California. Dabei besiegte sie Gigi Fernández, die spätere Siegerin bei 17 Grand-Slam-Doppelwettbewerben, in einem spannenden Match mit 3:6, 6:2, 7:6.
Nach dem Abbruch ihres Studiums spielte Herr elf Jahre lang auf der WTA Tour, auf der sie insgesamt sechs Titel gewann, davon fünf im Doppel. Außerdem erreichte sie neun weitere Endspiele (6 im Doppel). Bei Grand-Slam-Turnieren kam sie im Einzel nie über die dritte Runde hinaus; im Doppel stand sie einmal im Viertelfinale und im Mixed sogar in einem Halbfinale. Ihre besten Platzierungen in der WTA-Weltrangliste erreichte sie mit den Positionen 31 im Einzel und 26 im Doppel.
Nach ihrer Karriere schloss sie ihr Studium ab und studierte Rechtswissenschaften. Beth Herr ist mit dem Tennis-Channel-Gründer Steve Bellamy verheiratet und hat vier Kinder.

## Erfolge (WTA)

### Turniersiege

#### Einzel
| Nr. | Datum         | Turnier | Belag             | Finalgegnerin   | Ergebnis      |
| --- | ------------- | ------- | ----------------- | --------------- | ------------- |
| 1.  | 30. März 1986 | Phoenix | Hartplatz (Halle) | Ann Henricksson | 6:0, 3:6, 7:5 |

#### Doppel
| Nr. | Datum           | Turnier     | Belag     | Partnerin      | Finalgegnerinnen              | Ergebnis       |
| --- | --------------- | ----------- | --------- | -------------- | ----------------------------- | -------------- |
| 1.  | 28. Juli 1986   | Berkeley    | Hartplatz | Alycia Moulton | Amy Holton Elna Reinach       | 6:1, 6:2       |
| 2.  | 3. August 1986  | San Diego   | Hartplatz | Alycia Moulton | Elise Burgin Rosalyn Fairbank | 5:7, 6:2, 6:4  |
| 3.  | 15. März 1987   | Phoenix     | Hartplatz | Penny Barg     | Mary-Lou Piatek Anne White    | 2:6, 6:2, 7:6  |
| 4.  | 7. August 1988  | Cincinnati  | Hartplatz | Candy Reynolds | Lindsay Bartlett Helen Kelesi | 4:6, 7:69, 6:1 |
| 5.  | 9. Oktober 1988 | New Orleans | Hartplatz | Candy Reynolds | Lori McNeil Betsy Nagelsen    | 6:4, 6:4       |

### Finalteilnahmen

#### Einzel
| Nr. | Datum              | Turnier | Belag             | Finalgegnerin      | Ergebnis |
| --- | ------------------ | ------- | ----------------- | ------------------ | -------- |
| 1.  | 16. Januar 1984    | Hershey | Hartplatz (Halle) | Catarina Lindqvist | 4:6, 0:6 |
| 2.  | 7. Oktober 1984    | Tokio   | Hartplatz         | Etsuko Inoue       | 0:6, 0:6 |
| 3.  | 28. September 1986 | Tulsa   | Hartplatz         | Lori McNeil        | 0:6, 1:6 |

#### Doppel
| Nr. | Datum              | Turnier      | Belag           | Partnerin          | Finalgegnerinnen                     | Ergebnis       |
| --- | ------------------ | ------------ | --------------- | ------------------ | ------------------------------------ | -------------- |
| 1.  | 7. August 1983     | Indianapolis | Sand            | Gigi Fernández     | Kathleen Horvath Virginia Ruzici     | 6:4, 6:7, 2:6  |
| 2.  | 20. Oktober 1985   | Tokio        | Hartplatz       | Laura Gildemeister | Belinda Cordwell Julie Richardson    | 4:6, 4:6       |
| 3.  | 9. November 1986   | Little Rock  | Teppich (Halle) | Iva Budařová       | Swetlana Cherneva Larisa Sawtschenko | 2:6, 6:1, 1:6  |
| 4.  | 18. September 1988 | Phoenix      | Hartplatz       | Terry Phelps       | Elise Burgin Rosalyn Fairbank        | 7:6, 6:7, 6:7  |
| 5.  | 16. April 1989     | Singapur     | Hartplatz       | Ann Henricksson    | Belinda Cordwell Elizabeth Smylie    | 7:66, 2:6, 1:6 |
| 6.  | 23. April 1989     | Tokio        | Hartplatz       | Ann Henricksson    | Jill Hetherington Elizabeth Smylie   | 1:6, 3:6       |

## Abschneiden bei Grand-Slam-Turnieren

### Einzel
| Turnier         | 1981 | 1982 | 1983 | 1984 | 1985 | 1986  | 1987 | 1988 | 1989 | Karriere |
| --------------- | ---- | ---- | ---- | ---- | ---- | ----- | ---- | ---- | ---- | -------- |
| Australian Open | —    | —    | 1    | 1    | —    | n. a. | —    | —    | 1    | 1        |
| French Open     | —    | 3    | 2    | 1    | 2    | 1     | 1    | 1    | 1    | 3        |
| Wimbledon       | —    | —    | 2    | 1    | 1    | 1     | 3    | 1    | 1    | 3        |
| US Open         | 1    | 3    | 2    | —    | 2    | 2     | 1    | 2    | 2    | 3        |

Zeichenerklärung: S = Turniersieg; F, HF, VF, AF = Einzug ins Finale / Halbfinale / Viertelfinale / Achtelfinale; 1, 2, 3 = Ausscheiden in der 1. / 2. / 3. Hauptrunde; Q1, Q2, Q3 = Ausscheiden in der 1. / 2. / 3. Runde der Qualifikation; n. a. = nicht ausgetragen

### Doppel
| Turnier         | 1981 | 1982 | 1983 | 1984 | 1985 | 1986  | 1987 | 1988 | 1989 | 1990 | Karriere |
| --------------- | ---- | ---- | ---- | ---- | ---- | ----- | ---- | ---- | ---- | ---- | -------- |
| Australian Open | —    | —    | 1    | —    | —    | n. a. | —    | —    | AF   | —    | AF       |
| French Open     | —    | 1    | 1    | 1    | 2    | 1     | AF   | 2    | AF   | 1    | AF       |
| Wimbledon       | —    | —    | 2    | 1    | 1    | 2     | 2    | AF   | 2    | 2    | AF       |
| US Open         | 2    | VF   | 1    | —    | 2    | 1     | 1    | 2    | 1    | —    | VF       |

### Mixed
| Turnier         | 1982  | 1983  | 1984  | 1985  | 1986  | 1987 | 1988 | 1989 | 1990 | Karriere |
| --------------- | ----- | ----- | ----- | ----- | ----- | ---- | ---- | ---- | ---- | -------- |
| Australian Open | n. a. | n. a. | n. a. | n. a. | n. a. | —    | —    | AF   | —    | AF       |
| French Open     | 1     | 2     | —     | AF    | HF    | —    | 2    | AF   | AF   | HF       |
| Wimbledon       | —     | 2     | 1     | —     | AF    | 2    | VF   | 2    | 1    | VF       |
| US Open         | 1     | 1     | —     | —     | —     | 1    | 1    | 1    | —    | 1        |

### Jahresendplatzierungen

#### Einzel
| Jahr | 1983 | 1986 | 1987 | 1988 | 1989 | 1990 |
| Rang | 043  | 052  | 125  | 097  | 132  | 364  |